# 张绍仓
张绍仓，原安徽省能源集团有限公司党委书记、总经理（正厅级），兼任皖能股份公司董事长、总经理。

## 贪污过程
他曾经担任过安徽省计划委员会商贸处处长、安徽省经济信息中心主任。
1992年下半年，借为某公司解决350万美元外汇额度之机，收受这家公司调剂费人民币700万元。1989年至2006年间，张绍仓单独或伙同其妻、儿子收受他人贿赂，共折合人民币278万余元。
2007年7月11日，他因为涉嫌贪污、受贿案在阜阳市中级法院开庭审理。